# Stumpy
Stumpy es un álbum de estudio de la banda neozelandesa Tall Dwarfs, lanzado en 1996 por Flying Nun Records. El álbum se acredita oficialmente a "International Tall Dwarfs", debido a que se usó sonidos de casetes de 16 personas alrededor del mundo para crear la música. Todas las canciones fueron escritas por Bathgate y Knox.

## Lista de canciones[6]
1. "Swan Song"
2. "They Like You, Undone"
3. "The Green, Green Grass Of Someone Else's Home"
4. "The Severed Head Of Julio"
5. "Crocodile"
6. "Macramé"
7. "Song Of The Jealous Lover"
8. "Honey, I'm Home"
9. "Jesus The Beast"
10. "Cruising With Cochran"
11. "Things"
12. "Mojave"
13. "Box Of Aroma"
14. "Ghost Town"
15. "Deep-Fried"
16. "Disoriented Bodgie"
17. "And That's Not All!!"
18. "Pull The Thread [& Unravel Me]"
19. "Dessicated"  [sic]
20. "Albumen"
21. "Two Minds"
22. "Up"